# 2019年湖北枣阳恶意撞人事件
2019年湖北枣阳恶意撞人事件是2019年3月22日发生的一起造成多人伤亡的事件。一名枣阳男子驾驶汽车在枣阳市太平镇姚岗街连续冲撞行人，后被当地警察击毙。事件共造成致7人死亡（含犯罪嫌疑人）、8人受伤。

## 事件经过
经警方通报，犯罪嫌疑人名叫崔立冬（男，44岁），是枣阳市太平镇姚岗社区一家餐馆老板。22日早晨，崔立冬在家中杀伤妻子、女儿后，驾车在姚岗社区街道冲撞行人，造成6人死亡（成年人5人，未成年人1人）、8人受伤（成年人4人，未成年人4人，包括犯罪嫌疑人妻子、女儿），崔立冬被当地警方当场击毙。